# 森次慶子
森次 慶子（もりつぐ けいこ、1985年1月7日 - ）は、日本の画家・キャラクターデザイナー。

## 来歴
岡山生まれの大阪育ち。代々木ゼミナールの美術予備校で飛び級、大阪府立北野高等学校を中退、東京造形大学の美術学科絵画専攻を卒業。
東京造形大在学中にIKIF+で3DCGの制作に従事した。卒業後はゲームフリークに所属し、タイトルムービー制作、世界観の設計、キャラクターデザインを担当した。同時にアート★アイガから画家としてデビューして絵画の販売を行う。
ゲームフリーク退社のタイミングで所属画廊をうつり、カイカイキキのプロデュースするアーティストとして活動した後、再びアート★アイガに戻る。その後、DeNAでゲーム開発に従事した。以後は独立し、作家活動を行う。